# 德桑帕拉多斯
德桑帕拉多斯（西班牙語：Desamparados）是哥斯達黎加的城市，位於該國中部，由聖何塞省負責管轄，面積3.03平方公里，海拔高度1,161米，2000年人口36,437，人口密度每平方公里12,025人。